# Affolébergen
Affolébergen är ett berg i Mauretanien, Afrika, beläget i södra delen av landet i närheten av Ayoun el-Atrous och Kiffa. Affolébergen har en högsta punkt på cirka 600 meter.